# Kilkenny
Kilkenny (Iers: Cill Chainnigh) is de hoofdstad van het graafschap Kilkenny, Ierland. De stad is beroemd door de vele middeleeuwse gebouwen in het centrum. Het is de zetel van het rooms-katholieke bisdom Ossory.
De belangrijkste gebouwen zijn Kilkenny Castle en Saint Canice's Cathedral. Sint Canice is ook degene die de stad zijn naam gaf, het Ierse Cill Chainnigh betekent Kerk van Canice. Het Ierse parlement heeft in de 14e eeuw ook tijdlang zitting gehad in de stad.
De stad heeft verschillende brouwerijen, waaronder de St. Francis Abbey Brewery die vroeg in de 18e eeuw werd opgericht door de heren Cole en Smithwick, en die sinds de jaren 60 deel uitmaakt van de Guinness Ireland Group. Bieren die gebrouwen worden zijn onder andere Smithwicks en Kilkenny (een bier dat in eerste instantie werd gebrouwen voor de exportmarkt omdat de uitspraak van “Smithwicks” gecompliceerd is). 80% van het bier dat tegenwoordig in Kilkenny wordt gebrouwen is het Amerikaanse Budweiser (onder licentie).
Kilkenny heeft ook een succesvol hurlingteam, The Cats. 
De stad heeft een station aan de spoorlijn Dublin - Waterford.

## Saint Canice's Cathedral en Ronde toren
Dertig kilometer ten noorden van Kilkenny ligt  Aghaboe waar Saint Cainnech of Aghaboe (515 – 600) een klooster stichtte,  dat de zetel van de bisschop van Ossory werd. Zowel de kathedraal als de stad Kilkenny, (Cill Chainnigh = Canice's Church) zijn naar hem vernoemd.
Eind 12e eeuw bouwden de Noormannen onder leiding van William Earl Marshal in Kilkenny een kasteel en een nieuwe kathedraal. Op de plaats van de huidige kerk hebben in vroegere tijden waarschijnlijk meerdere kerken gestaan.
De ronde Toren is eveneens een religieus bouwwerk die normaal in de nabijheid van een klooster werden gebouwd hoewel hier waarschijnlijk nooit een klooster heeft gestaan.
Onder leiding van bisschop Hugh de Mapilton (1251-1260) zijn in een eerste fase waarschijnlijk het koor, de dwarsbeuken en de kruistoren heeft gebouwd. Rond 1285 werd het bouwwerk voltooid met het schip en de Mariakapel door bisschop Geoffrey de St Leger (1260 -1286). 
In 1332 stortte gedurende een zware storm de toren in en vernielde daarbij een deel van het koor en de kapellen pas in het midden van de 14e eeuw werd de schade hersteld en in de oostelijke muur een groot gebrandschilderd raam geplaatst.
In 1650 werd door Oliver Cromwell tijdens een militaire campagne de kathedraal gedeeltelijk verwoest, de kathedraal bleef twaalf jaar lang verlaten en zonder dak.
In de daarop volgende eeuwen is de kerk meerdere malen gerestaureerd
In de 19 eeuw richtte Charles Augustus Vignoles met een plaatselijk geestelijke James Graves Kilkenny Archaeological Society op, er werd eerst belangrijk archeologisch onderzoek gedaan waarbij o.a. resten van een vroegere sten kerk ontdekten.
Na zijn terugkeer van een zevenjarige ballingschap in Frankrijk (ten gevolge van een kerkelijk geschil) werden de restauratiewerkzaamheden direct hervat en in 1900 voltooid. De kathedraal verkreeg toen zijn huidige originele middeleeuwse gotische stijl en aanzien.

## Galerij

Panorama van Kilkenny

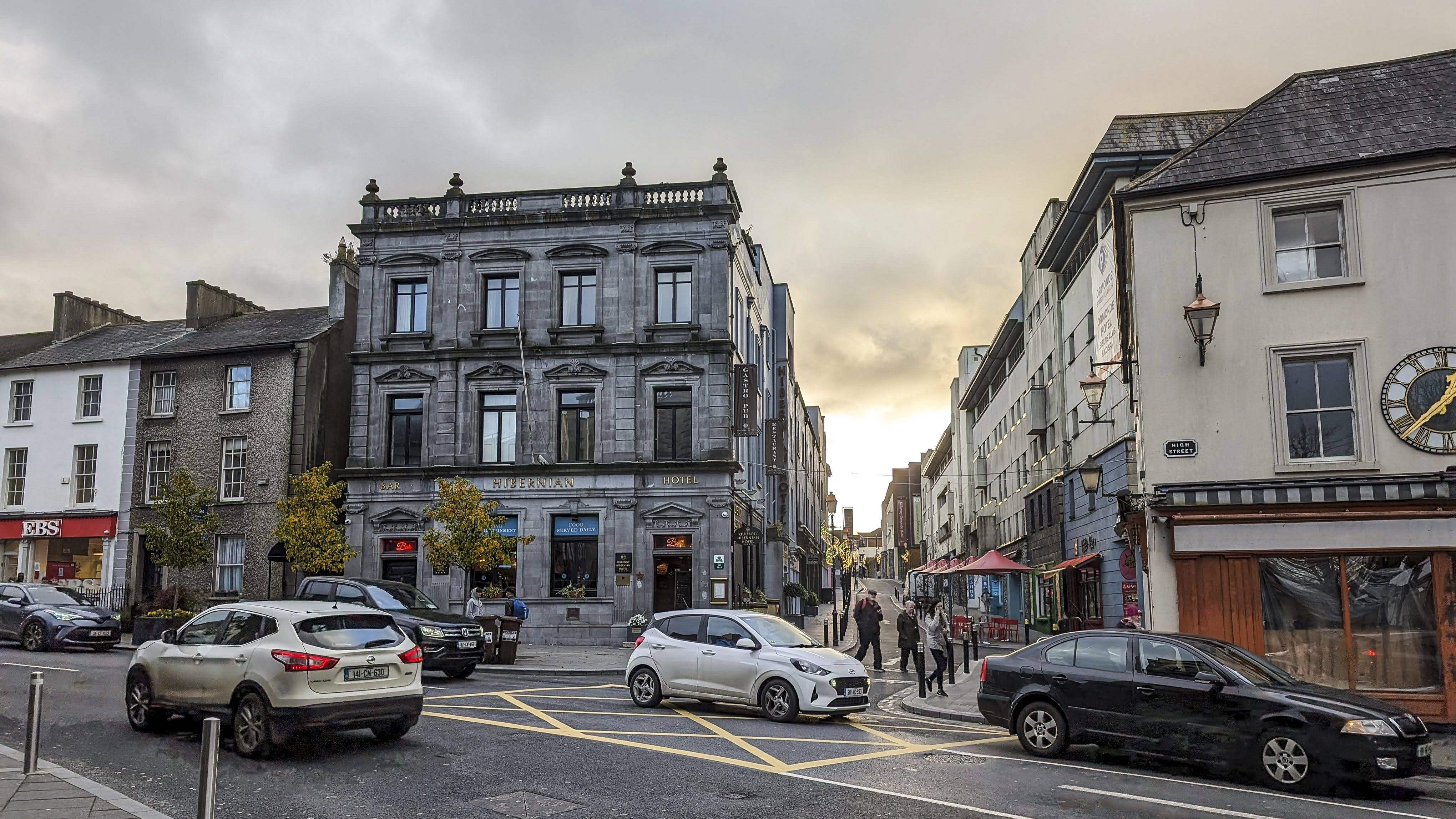
Centrum
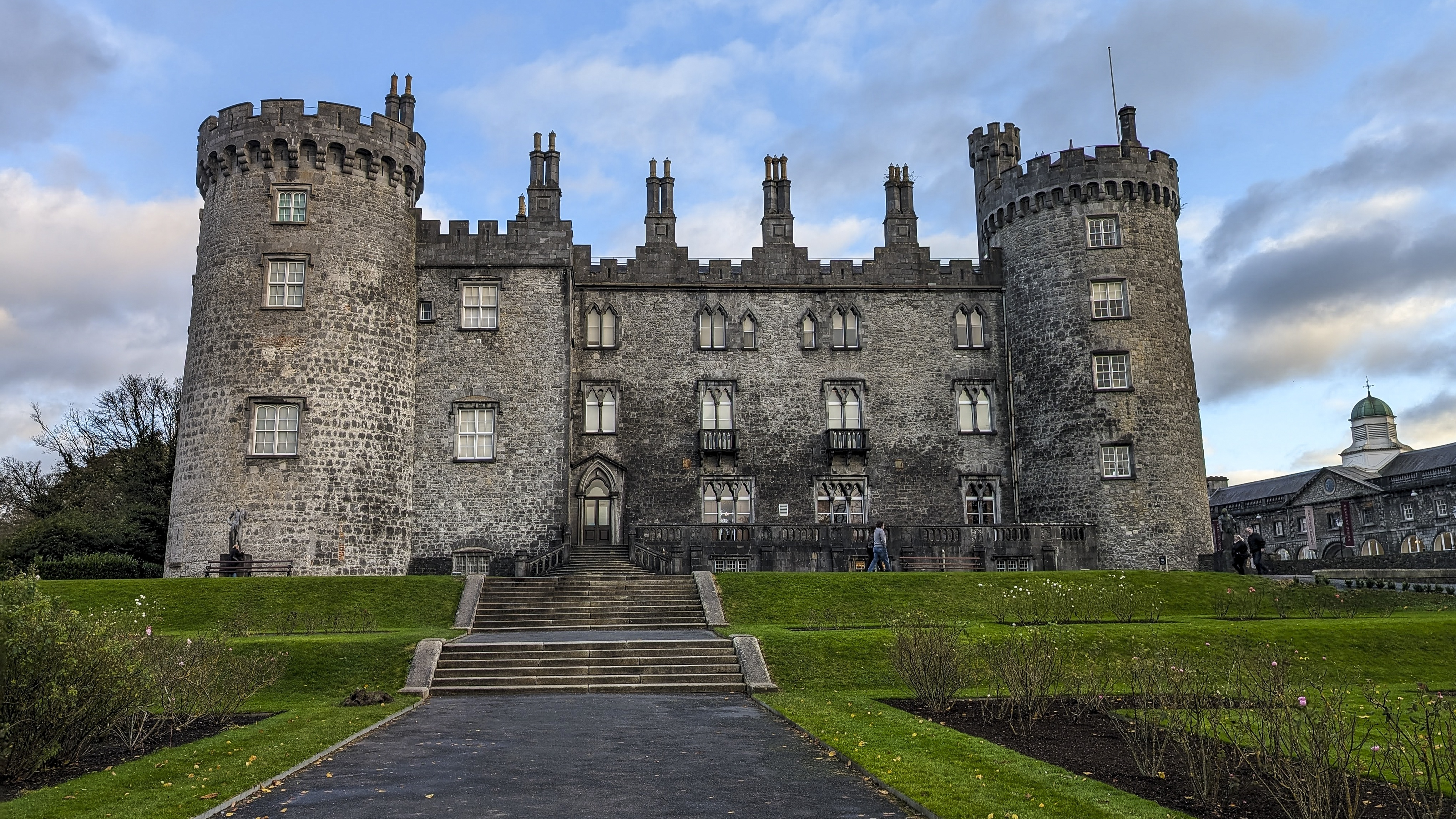
Kasteel
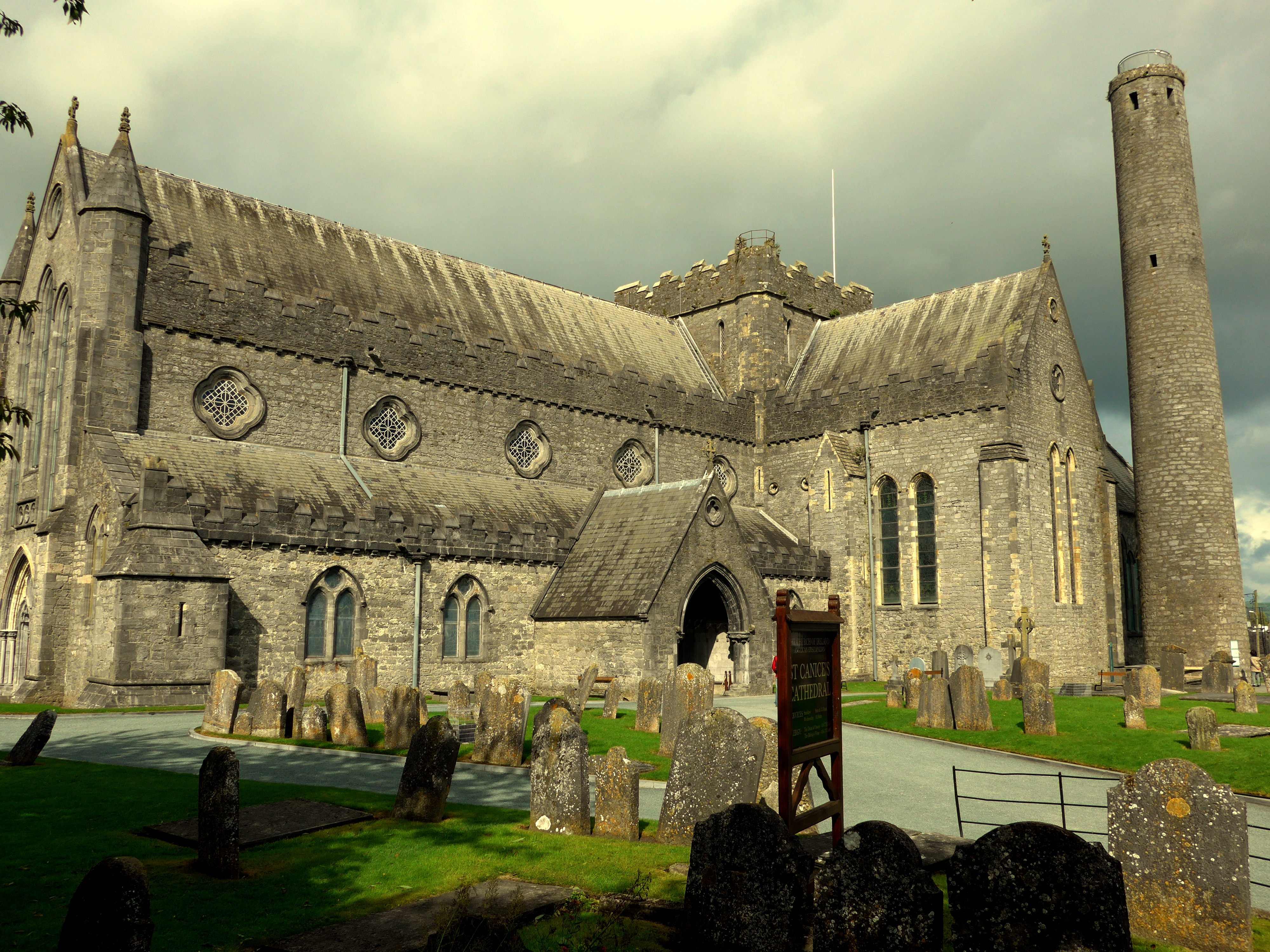
Kathedraal en ronde toren
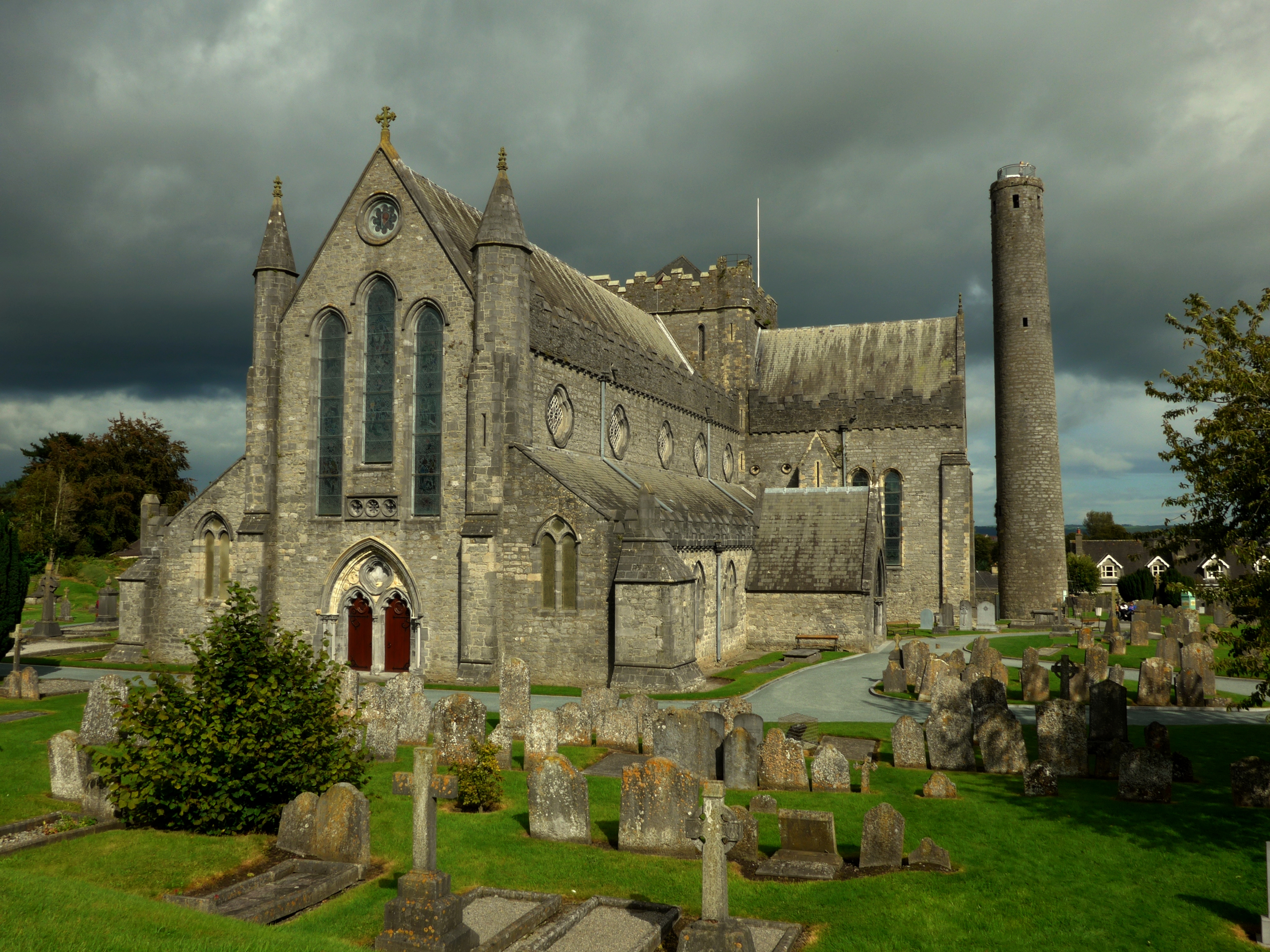
Kathedraal
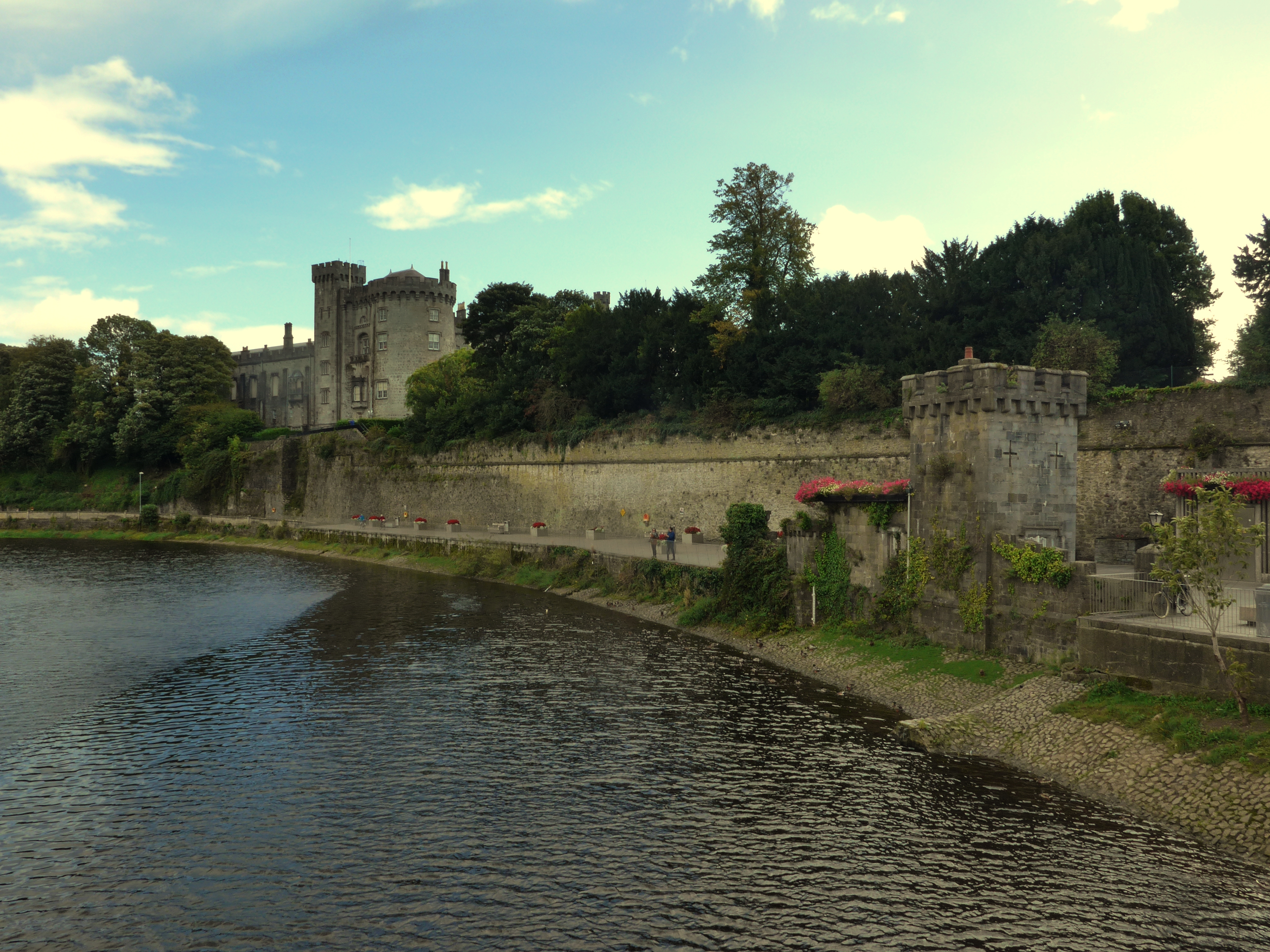
Stadsmuur
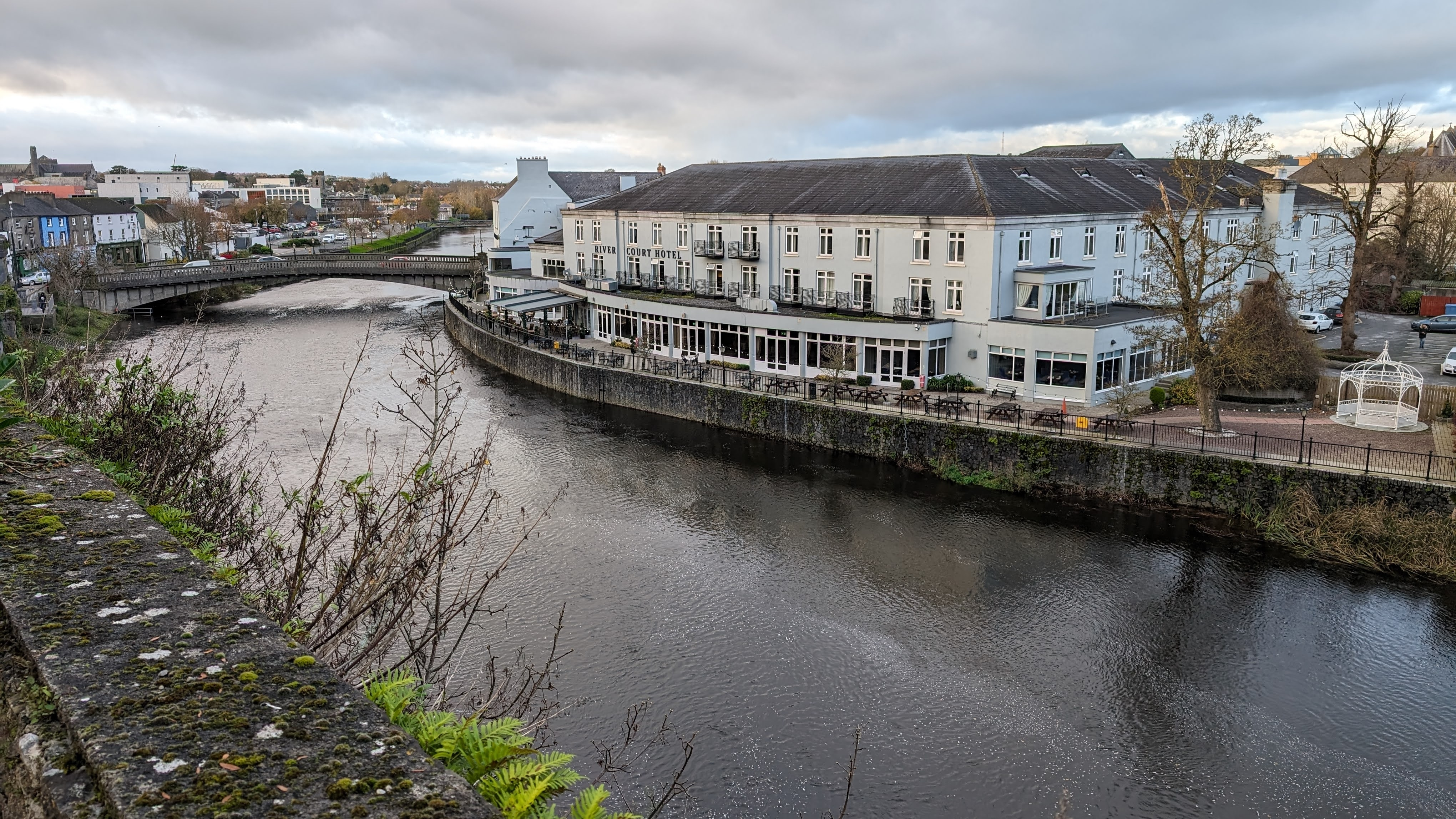
Rivier de Nore

## Geboren in Kilkenny
- George Berkeley (1685-1753), filosoof en Anglicaans bisschop
- Phil Hogan (4 juli 1960), (euro)politicus
- Richie Ryan (6 januari 1985), voetballer